# Torturing and Eviscerating Live
Torturing and Eviscerating Live är det amerikanska death metal-bandet Cannibal Corpses andra livealbum. Det spelades in i maj månad 2010 på State Theater i Tampa, Florida. Albumet utgavs april 2013 av skivbolaget Metal Blade Records.

## Låtlista
1. "A Skull Full of Maggots" – 2:20
2. "Gutted" – 3:24
3. "I Cum Blood" – 4:12
4. "Staring Through the Eyes of the Dead" – 3:43
5. "Devoured by Vermin" – 3:20
6. "I Will Kill You" – 2:52
7. "Pounded Into Dust" – 2:29
8. "Pit of Zombies" – 4:21
9. "The Wretched Spawn" – 4:06
10. "Make Them Suffer" – 3:18
11. "Evisceration Plague" – 4:47
12. "Scourge of Iron" – 4:53

## Medverkande
Musiker (Cannibal Corpse-medlemmar)
- Alex Webster – basgitarr
- Paul Mazurkiewicz – trummor
- Rob Barrett – gitarr
- George "Corpsegrinder" Fisher – sång
- Pat O'Brien – gitarr